# Fontana Maggiore
Fontana Maggiore, z reliefi dobro okrašena fontana v umbrijskem mestu Perugia, je med najbolj znanimi srednjeveškimi vodnjaki v Italiji.
Zgrajena je bila med letoma 1277 in 1278, s skulpturami pa so jo okrasili takrat najpomembnejši kiparji v Italiji, oče Nicola Pisano in sin Giovanni Pisano. Vodnjak je bil končna točka sistema več akvaduktov, ki so vodili iz tri kilometrov oddaljenega Monte Paccina po svinčenih ceveh do mestnega hriba. Za gradnjo so se odločili leta 1254, in je trajala dve desetletji, ker je visoko ležeč vodnjak povzročal tehnične težave.
Fontana je trinadstropna zgradba, dva spodnja dela sta narejena iz marmorja. Najbolj obsežen bazen ima tloris 25-kotnika. Drugo, srednjo lupino podpira 36 stebrov na robu in osrednji steber. Je 24-kotna, z vsakim drugim vogalom, zavitim navznoter. Na zgornji, bronasti skledi stojijo tri mlade Gracije, ki skupaj nosijo amforo za izpust vode.
Številne reliefne plošče in figure vodnjaka temeljijo na celovitem programu. Na najnižji ravni, na 50 poljih, je življenje na zemlji upodobljeno v treh tematskih ciklih: človeška zgodovina iz Stare zaveze, mesečna dela skupaj z Artes Mechanicae - praktične umetnosti - in sedem svobodnih umetnosti (Artes liberales) z utelešenjem Filozofije.
Zgornjo dvanajststransko lupino podpira 24 stebrov. Nad vsakim stoji 24 tričetrtinskih figur, ki se na steni fontane izmenjujejo s polji iz rdečega marmorja. Zavzemajo se za svet višjega ranga: poosebitve Perugie in Rima, angeli in zavetniki, svetopisemske, mitološke in zgodovinske osebnosti. Raznolikost slikovnega programa je bila brez primere v zgodovini javnih vodnjakov in ne samo v Italiji.
Zaradi vremenske in vsakodnevne uporabe je bila zgradba večkrat obnovljena in dopolnjena. Namesto po stopnicah so se ljudje prvotno približali vodnjaku po opečni klančini. Stebri notranjega obroča prvotno niso bili narejeni iz travertina, temveč iz rdečega kamna, kot so polja zgornje stene. Nekateri reliefi so tako izprani, da zanesljiva slogovna dodelitev enemu od dveh Pisanijev ni mogoča. Fontana je bila nazadnje obsežno obnovljena leta 1948.
Prefinjena ikonografija, umetniški ugled in tehnični napor kažejo, da mora fontana služiti več kot le vsakdanji uporabi. Namesto tega je bila hkrati »suvereni državni simbol« ref>Kauffmann, S. 446</ref> mesta, ki se je leta 1198 odcepilo od cesarske oblasti in postavilo pod zaščito papeža v Rimu, vendar si je kot trgovsko mesto (podobno kot toskanske mestne države) prizadevalo za obsežno neodvisnost.

## Opis
Vodnjak, postavljen v delavnici in nato nameščen v središču trga, je bil izdelan iz asiškega kamna. Sestavljen je iz dveh koncentričnih poligonalnih marmornatih bazenov, ki jih obdaja bronasta skleda (delo Rossa Padellaia), okrašena z bronasto skupino ženskih figur (morda nimf), iz katerih teče voda.
Spodnji bazen je sestavljen iz 25 ploskev, od katerih je vsaka razdeljena na 2 dela, ki opisujeta 12 mesecev v letu, vsako pa spremlja znak zodiaka. Vsak mesec je povezan s trenutki vsakdanjega življenja in s kmetijskim delom, ki je značilen. Tako kot v drugih sodobnih evropskih skulpturah, ki predstavljajo mesece, je materialno delo veljajo za dostojanstveno in je v tem bazenu zastopano skupaj s svobodnimi umetnostmi, filozofijo, liki iz Biblije in zgodovino Rima, v tem vrstnem redu:
- mesec januar (gospodar in njegova žena ob ognjišču in Vodnar)
- mesec februar (dva ribiča in Ribi)
- mesec marec (Deček si izdira trn in obrezovanje trte in Oven)
- mesec april (dve alegoriji Pomlad in Bik)
- mesec maj (dva viteza na lovu na sokola in Dvojčka)
- mesec junij (žetev in mlatev in Rak)
- mesec julij (mlatenje in ločevanje pšenice od pleve in Lev)
- mesec avgust (Zbirka fig in Devica)
- mesec september (stiskanje mošta in Tehtnica z letino)
- mesec oktober (Polnjenje sodov in Škorpijon in izdelava sodov)
- mesec november (oranje in Strelec ter setev)
- mesec december (zakol prašiča in Kozorog)
- Lev gvelfov in grifon Perugie
- Slovnica in dialektika
- Retorika in aritmetika
- Geometrija in glasba
- Astronomija in filozofija
- Dva orla, na desni je podpis Giovannija Pisana.
- Izvirni greh in Izgon iz raja
- Samson ubije leva in Samsona in Dalila
- Prestrašeni lev in kazen malega psa
- David premaga Golijata
- Romul in Rem (upodobljena kot dva sokola)
- Volkulja doji Romula in Rema ter njuno mamo Rea Silvijo
- Dve Ezopovi basni (Lisica in žerjav ter Volk in jagnje)

V zgornjem bazenu je na robovih postavljenih 24 kipov iz nove in stare zaveze, ki predstavljajo svetnike ter mitološke in svetopisemske like. Tako kot v spodnjem bazenu je opaziti neskladje med novo judovsko-krščansko civilizacijo in starogrško-rimsko civilizacijo, vendar sta usklajena tako, da se postavita v kontinuiteto. Bazen se bere kot vrtnica kompasa, v vsaki glavni točki temeljni znaki, vsak od njih je povezan z drugimi ustreznimi znaki; tako kot upodobitev Auguste Perusije z rogom izobilja v naročju, ki črpa hrano iz klasov pšenice, ki jo je prinesla gospa Chiusi (nekoč kašča v Perugii), in iz rib, ki jih je darovala nimfa jezera Trasimeno, Domina lacus, sledijo vsi liki, povezani z mestom. V nasprotnem smeri na severu je Euliste, mitski ustanovitelj Perugie. Na zahodu je Rim glede na zastopanost Rimske cerkve in Divinitas Excelsa (teologija) ter sveta Peter in Pavel. Drugi osrednji lik na vzhodu je sv. Janez Krstnik, ki je zaradi vloge vode, ne le kot vitalnega elementa, ampak hkrati tudi svete, združen s Salomo in drugimi svetopisemskimi liki.
teh 24 kipov je: Sv Peter, Rimska cerkev, Roma caput mundi, Divinitas, Excelsa, sv. Pavel, duhovnik San Lorenza, zaščitnik mesta San Lorenzo, nimfa območja Chiusi ali Domina Clusi, Augusta Perusia, nimfa Trasimena ali Domina Lacus, ki daruje ribe Perugii, zavetnik mesta Sant'Ercolano, izdajalski duhovnik San Ercolana, sv. Benedikt, sv. Janez Krstnik, Salomon, David, Salome, Mojzes, Matteo da Correggio, župan Perugie, nadangel Mihael, Euliste, mitski ustanovitelj Perugie, Melkisedek, Ermanno da Sassoferrato, kapitan Popolole, Viktoria.
- Bronast bazen s tremi nimfami
- Zgornji bazen
- Melkisedek
- Cerkev, Rim in Teologija
- Poosebljenje Perugie
- Sv. Benedikt